# وی شرقی
وی شرقی (انگلیسی: Eastern Wei)، یک دودمان چینی بود که به دنبال فروپاشی سلسله وی شمالی به وجود آمد. یکی از دودمان‌های شمالی در دوره دودمان‌های شمالی و جنوبی، وی شرقی از سال ۵۳۴ تا ۵۵۰ بر بخش شرقی شمال چین حکومت می‌کرد. همانند وی شمالی، خانواده حاکم وی شرقی اعضای طایفه ژیان‌بی بودند.